# Cheat Engine
Cheat Engine (CE) este un scaner / debugger de memorie gratuit și open-source creat de Eric Heijnen ("Dark Byte") pentru sistemul de operare Windows.  Cheat Engine este folosit mai ales pentru a trișa în jocurile pe calculator  și este uneori modificat și recompilat pentru a evita detectarea. Programul seamănă cu Software-ul de piraterie a memoriei L. Spiro, TSearch și ArtMoney. Caută valorile introduse de utilizator cu o mare varietate de opțiuni care permit utilizatorului să găsească și să sorteze prin memoria computerului. Cheat Engine poate crea, de asemenea, antrenori (traineri) autonomi care pot funcționa independent de Cheat Engine, des întâlniți pe forumurile utilizatorilor sau la cererea altui utilizator.

## Caracteristici
Cheat Engine poate vizualiza memoria în segmente a unui proces și permite adăugarea și/sau modificarea statisticilor jocului pentru a oferi utilizatorului avantaje precum sănătate infinită, timp sau muniție. De asemenea, are unele instrumente de manipulare Direct3D⁠(d), permițând vizualizarea prin pereți „Wallhacking” și mărirea/micșorarea „FOV-ului” (câmpului vizual), iar cu o configurație avansată, Cheat Engine poate muta mouse-ul pentru a obține o anumită textură în centrul ecranului. Acesta este folosit în mod obișnuit pentru a crea aimbots⁠(d). Cu toate acestea, principala utilizare a Cheat Engine este în aspectul unui singur jucător al jocurilor, iar utilizarea sa în jocurile multiplayer este descurajată. 
Cheat Engine poate injecta cod în alte procese și, ca atare, majoritatea programelor antivirus îl confundă cu un virus. Există versiuni care evită această identificare falsă cu prețul multor caracteristici (cele care se bazează pe injectarea de cod). Motivul cel mai frecvent pentru aceste identificări false este că Cheat Engine folosește unele tehnici folosite și în rootkit-urile troiene pentru a obține acces la părți ale sistemului și, prin urmare, este semnalat ca suspect, mai ales dacă scanarea euristică este activată din setările programului antivirus. Versiunile mai noi de Cheat Engine sunt mai puțin probabil să fie blocate de programele antivirus, astfel încât funcții precum injectarea de cod pot fi utilizate fără probleme.
Începând cu versiunea 6.1, Cheat Engine poate produce antrenori de joc (trainers) din mese. În timp ce formatorii generați în acest fel sunt de obicei foarte mari pentru scopul lor, în general utilizați în scopuri de testare, unii au fost eliberați de grupurile de instructori ca versiuni „finale”  și chiar unele site-uri populare se bazează pe deplin pe trainerii CE  datorită ușurinței creării trainerului cu CE. Cu toate acestea, în ciuda popularității lor, CE trainer maker nu a fost actualizat de la implementarea sa în versiunea 6.1 — este în mare parte neacceptat și se pune accent pe utilizarea limbajului Lua pentru a genera traineri. Chiar și producătorul de instructori folosește scripturi Lua pentru a genera formatori.

## Implementări
Există două ramuri ale Cheat Engine, Cheat Engine Delphi și Cheat Engine Lazarus. Cheat Engine Delphi este în principal pentru versiunile pe 32 de biți ai Windows XP-ului. Cheat Engine Lazarus este proiectat pentru versiunile pe 32 și 64 de biti ai Windows 7-ui. Cheat Engine este, cu excepția modulului kernel, scris în Object Pascal .
Cheat Engine expune o interfață la driverul său de dispozitiv cu dbk32.dll, un wrapper (librarie) care se ocupă atât de încărcarea, cât și de inițializarea driverului Cheat Engine și de apelarea funcțiilor alternative ale nucleului Windows. Din cauza unei erori de programare în Lazarus legate de utilizarea blocurilor try and except, Cheat Engine Lazarus a trebuit să elimine utilizarea dbk32.dll și să încorporeze funcțiile driverului în executabilul principal.
Modulul kernel, deși nu este esențial pentru utilizarea normală a CE, poate fi folosit pentru a seta puncte de întrerupere (breakpoints) hardware și pentru a ocoli API-ul conectat în Ring 3, chiar și pentru unele în Ring 0. Modulul este compilat cu kitul de dezvoltare Windows Driver și este scris în C . 
Cheat Engine are, de asemenea, o arhitectură de plugin pentru cei care nu doresc să-și partajeze codul sursă comunității. Ele sunt mai frecvent utilizate pentru caracteristici specifice jocului, deoarece intenția declarată a Cheat Engine este de a fi un instrument de trișare generic. Aceste pluginuri pot fi găsite în mai multe locații pe site-ul web Cheat Engine, precum și pe alte site-uri de jocuri. 
Cheat Engine Lazarus are capacitatea de a încărca driverul său de dispozitiv nesemnat pe 64 de biți pe Windows Vista și versiunile ulterioare de Windows x64 de biți, folosind DBVM, o mașină virtuală a acelorași dezvoltatori care permite accesul la spațiul kernel din modul utilizator. Este folosit pentru a aloca memorie nepaginată⁠(d) în modul kernel, încărcând manual imaginea executabilă și creând un fir de execuție la Driver Entry . Cu toate acestea, deoarece parametrii Driver Entry nu sunt de fapt valizi, driverul trebuie modificat pentru DBVM.

## Tabele de trișaj ("Cheat Tables")
Cheat Engine permite utilizatorilor săi să-și partajeze adresele și locațiile codurilor cu alți utilizatori ai comunității, folosind tabelele de trișaj. „Cheat Tables” este un format de fișier folosit de Cheat Engine pentru a stoca date, cum ar fi adrese de trișaj, scripturi, inclusiv scripturi Lua și locații de cod, purtând de obicei extensia fișierului ".CT". Utilizarea unui Cheat Table este simplă și implică pur și simplu deschiderea Cheat Table-ului prin Cheat Engine și activarea/bifarea cheat-urilor stocate în acesta. Capabilitatea și capacitatea de a salva și partaja Cheat Tables-urilor a dus la o comunitate online mare pentru distribuirea de cheat-uri prin forumurile Cheat Engine. Cheat Tables populare sunt găzduite pe site-ul Fearless Revolution. 
Pe lângă adresele de memorie simple, tabelele de cheat pot extinde funcționalitatea Cheat Engine folosind limbajul de scripting Lua. Aproape toate caracteristicile Cheat Engine-ului sunt scriptabile și este chiar posibil să proiectați dialoguri personalizate pentru a interacționa cu scripturile.

## Controversă
În 2017, Entertainment Software Association (ESA) a trimis o notificare de încălcare a drepturilor de autor prin care i-a trimis lui Dark Byte un ordin de restricție⁠(d). Notificarea susținea că Cheat Engine permitea eludarea tehnologiilor anti-cheat, accesarea articolelor DLC / articole de microtranzacție din joc care puteau fi cumpărate doar cu bani reali. Dark Byte a răspuns prin închiderea secțiunii de mese de cheat pentru public, cerându-le să fie găzduite în afara site-ului și ajungând la un acord cu ESA.  Comunitatea Cheat Engine nu a fost mulțumită de pașii făcuți, iar membrii importanți s-au mutat pe un nou site web al comunității numit Fearless Revolution, unde au fost încărcate vechi tabele de cheat și sunt postate altele noi. Site-ul web și forumurile Cheat Engine se concentrează doar pe dezvoltarea instrumentului în sine, iar tabelele de cheat s-au mutat pe forumurile Fearless Revolution.  